# Abdusamat Taymetow
Abdusamat Taimetowitsch Taimetow (russisch Абдусамат Тайметович Тайметов; * 9. Januar 1909 in Tschernak, Landkreis Chimkent, Provinz Sirdaryo im Russischen Reich; † 8. Juli 1981 in Taschkent, Sowjetunion) war ein sowjetischer Pilot der Militär- und Zivilluftfahrt und der erste Pilot Usbekistans.

## Leben

### Jugend und Ausbildung
Taimetow wurde 1909 in einer Familie eines Landarbeiters in einem Kischlak (Sommerlager der Nomaden) nahe der Stadt Türkistan geboren; die Familie hatte fünf Kinder. 1911 starb die Mutter, 1914 der Vater. Er ist in der Familie von Baymets Cousin aufgewachsen. 1919 trat er in eine sowjetische Schule ein und lernte weiterhin in der traditionellen einführenden Koranschule, Maktab, bei Mullah Artykbay-Sufi: Morgens besuchte er die Schule, abends ging er in die alte Maktab.
Im Jahr 1922 trat er dem Komsomol bei, arbeitete aktiv unter Jugendlichen und zog Gleichaltrige an die Schule, um Analphabetismus zu beseitigen. In den Jahren 1927 bis 1928 wurde er während der Organisation der Kolchosen Sekretär des Dorfrats (des Kischlachny-Rates). 
Im Jahr 1929 absolvierte er einen dreimonatigen agrochemischen Kurs in Taschkent. Nach seiner Rückkehr in sein Heimatdorf Tschernak befasste er sich erfolgreich mit der Bekämpfung von Baumwollschädlingen in den Kolchosen. Die Frunse-Kolchose erhielt als Anerkennung landwirtschaftliche Geräte: einen eisernen Pflug, Sämaschinen und Eggen.
Im Herbst 1933 wurde Taimetow in die 3. Gemeinsame Schule für Piloten und Flugzeugtechniker der GWF (Generaldirektion der zivilen Luftflotte, später Aeroflot) aufgenommen und war der einzige Usbeke unter den mehr als zweitausend Kadetten. Sein Ausbilder war der Pilot Konstantin Kartaschow, ein Kasache aus der Region Schambyl, der später am Flughafen von Taschkent arbeitete.

### Zivile Karriere
In den Jahren 1935 bis 1941 arbeitete Taimetow für Aeroflot. Mit Beginn des Krieges befehligte er ein Ausbildungsgeschwader und machte den Flugzeugtyp Lissunow Li-2 der Flugzeugfabrik Nr. 84 aus Taschkent bekannt. 1936 erhielt er sein Patent als Militärpilot in Taschkent; er war der erste usbekische Pilot in der Geschichte der Luftfahrt Usbekistans. Von Herbst 1936 bis zum 15. Januar 1937 unterrichtete er die Fluggruppe im Aeroclub, zu der auch die ersten usbekischen Fallschirmspringer Akila Ataulajewa, Bascharat Mirbabajewa und Bibinisa Baltabajewa gehörten.
Er flog auf den Linien, die die regionalen Zentren der Republik verbinden, auch nach Kirgisistan, Tadschikistan, Turkmenistan und Kasachstan. Er organisierte neue Flugplätze in den Bezirkszentren und neue Postlinien. Bis 1940 flog er viele ein- und mehrmotorige Flugzeugtypen: Polikarpow Po-2, Polikarpow R-5, Tupolew TB-3, Tupolew ANT-9, Jakowlew Jak-12 und Jakowlew UT-2.
Im März 1941 wurde er zum Kommandanten des 43. Ausbildungsgeschwaders der usbekischen Abteilung der Zivilluftflotte in Syrdarja ernannt.

### Vaterländischer Krieg
Während des Deutsch-Sowjetischen Krieges bildete Taimetow von 1941 bis 1942 71 Piloten aus. Die Bitte um eine Versetzung an die Front wurde nicht erfüllt. Im Jahr 1943 flog er eine neue zweimotorige Lissunow Li-2.
Im Februar 1944 wurde er auf eigenen Wunsch in den aktiven Truppendienst überstellt und zur 10. Garde-Fliegerdivision versetzt, die in der Nähe von Moskau stationiert war. Im Laufe des Jahres 1944 führte er 109 Kampfeinsätze durch – allesamt nachts und hinter der deutschen Frontlinie. Er beteiligte sich bei der Landung von Aufklärern und der Versorgung von Partisanen im tiefen Hinterland der deutschen Truppen. Als zweiter Pilot fungierte Pjotr Gordijenko, als Navigator Nikolai Alexandrowitsch Smirnow, der Flugmechaniker war Iwan Demin und der Flugschreiber Michail Kalinkin.
1944 führten sie von Rowno und Lublin aus Flüge im Auftrag des Stabs der polnischen Widerstandsbewegung unter Führung von Oberst S. O. Priticki durch. Anschließend wurde Taimetow für mehr als 60 Kampfeinsätze mit dem „Orden des Vaterländischen Krieges“ II. Klasse und dem polnischen Orden „Virtuti Militari“ ausgezeichnet.
Am 9. Mai 1945 war er als zweiter Pilot Teil der Besatzung, die die Urkunde der bedingungslosen Kapitulation der Wehrmacht und das Banner des Sieges mit einer Li-2 nach Moskau brachte.

### Leben ab 1945
Nach dem Krieg war Taymetow Kommandant der 161. Kampffliegerabteilung. Später arbeitete er in der zivilen Luftfahrt und wurde Chef des Flughafens von Taschkent.

## Auszeichnungen
- Rotbannerorden (1944)[7]
- Orden des Vaterländischen Krieges II. Klasse (1945)[3]
- Medaille „Für Verdienste im Kampf“[3]
- Medaille „Für heldenmütige Arbeit im Großen Vaterländischen Krieg 1941–1945“[3]
- Medaille „Partisan des Vaterländischen Krieges“ I. Klasse[8]
- Virtuti Militari, II. Klasse (polnischer Orden für militärische Tapferkeit, 1944)[3]